# 菲耶尼
菲耶尼是羅馬尼亞的城鎮，位於該國中部，距離首府特爾戈維什泰22公里，由登博維察縣負責管轄，面積18.13平方公里，海拔高度445米，2009年人口7,795，大多數居民信奉東正教。